# Barajul Salcia
Barajul Salcia este amplasat pe râul Salcia, în vecinătatea orașului Buziaș, județul Timiș, pentru crearea unui lac de agrement.